# Renzaburō Shibata
Pour les articles homonymes, voir Shibata (homonymie).
Renzaburō Shibata (柴田　錬三郎, Shibata Renzaburō), né le 26 mars 1917 à Okayama et mort le 30 juin 1978 à Shinjuku (Tokyo), est un auteur japonais. Il est célèbre pour sa série de romans historiques Nemuri Kyōshirō, adaptée au cinéma et à la télévision.

## Ouvrages
Parmi ses créations on compte :
- Nemuri Kyōshirō
- Au bord de l'eau
- Gokenin Zankurō
- Unmeitōge
- Okappiki dobu

## Adaptations de ses œuvres

### Cinéma
- 1959 : Otoko ga bakuhatsu suru (男が爆発する?) de Toshio Masuda
- 1962 : Tuer ! (斬る, Kiru?) de Kenji Misumi
- 1961 : Zūzūshī yatsu (図々しい奴?) de Senri Ikoma
- 1963 : Nemuri Kyōshirō sappōjō (眠狂四郎殺法帖?) de Tokuzō Tanaka
- 1964 : Le Combat de Kyoshiro Nemuri (眠狂四郎勝負, Nemuri Kyōshirō shōbu?) de Kenji Misumi
- 1964 : Nemuri Kyōshirō engetsugiri (眠狂四郎円月切り, Nemuri Kyōshirō engetsugiri?) de Kimiyoshi Yasuda
- 1964 : La Ballade de Kyōshirō Nemuri (眠狂四郎女妖剣, Nemuri Kyōshirō joyōken?) de Kazuo Ikehiro
- 1965 : Nemuri Kyōshirō mashōken (眠狂四郎魔性剣?) de Kimiyoshi Yasuda
- 1965 : Kyōshirō Nemuri le sabreur et les pirates (眠狂四郎炎情剣, Nemuri Kyōshirō enjōken?) de Kenji Misumi
- 1965 : La Lame diabolique (剣鬼, Ken ki?) de Kenji Misumi
- 1966 : Nemuri Kyōshirō tajōken (眠狂四郎多情剣?) d'Akira Inoue
- 1966 : Nemuri Kyōshirō buraiken (眠狂四郎無頼剣?) de Kenji Misumi
- 1967 : Nemuri Kyōshirō burai hikae: Mashō no hada (眠狂四郎無頼控 魔性の肌?) de Kazuo Ikehiro
- 1968 : Nemuri Kyōshirō onna jigoku (眠狂四郎女地獄?) de Tokuzō Tanaka
- 1968 : Nemuri Kyōshirō hitohadagumo (眠狂四郎人肌蜘蛛?) de Kimiyoshi Yasuda
- 1969 : Nemuri Kyōshirō akujogari (眠狂四郎悪女狩り?) de Kazuo Ikehiro
- 1969 : Nemuri Kyōshirō engetsusappō (眠狂四郎円月殺法?) de Kazuo Mori
- 1969 : Nemuri Kyōshirō manji giri (眠狂四郎卍斬り?) de Kazuo Ikehiro
- 1970 : Eikō e no hangyaku (栄光への反逆?) de Kō Nakahira

### Séries télévisées
- 1972 : Nemuri Kyoshirō
- 1997 : Gokenin